# Penicillium janthogenum
Penicillium janthogenum är en svampart som beskrevs av Biourge 1923. Penicillium janthogenum ingår i släktet Penicillium och familjen Trichocomaceae.   Inga underarter finns listade i Catalogue of Life.